# 回映操作
回映操作（かいえいそうさ、英: improper rotation, rotoreflection, rotary reflection）とは、ある軸についての回転操作とその軸に垂直な平面についての鏡映操作の積である。この時の回転軸を回映軸という。回映操作では、回映軸と鏡映面の交点が不動点となる。
回映操作は、ある軸についての回転操作とその軸上の1点についての反転操作の積と本質的に同等であるので、回反操作（かいはんそうさ、英: rotoinversion, rotary inversion）とも呼ばれる。この時の回転軸は回反軸という。回反操作では、反転中心が不動点となる。
回映操作を構成する回転操作と鏡映操作は可換である。即ち、鏡映操作と回転操作の積は回転操作と鏡映操作の積と全く同一の変換を与える。同様に、回反操作の構成要素も可換である。
回映操作及び回反操作は、3次元空間における等長写像である。

## 変換の同等性

### 回映操作と回反操作の同等性
回映操作と回反操作は、
- 回転軸が共通で、
- 回反操作の反転中心が回映操作の鏡映面上にあり、
- 回転角が180°異なる

場合は、一致する。

### 鏡映操作、反転操作との同等性
- 回転角0°の回映操作、及び回転角180°の回反操作は、鏡映操作と一致する。
- 回転角180°の回映操作、及び回転角0°の回反操作は、反転操作と一致する。